# Escut de Rocafort de Queralt
L'escut oficial de Rocafort de Queralt té el següent blasonament:
Escut caironat: d'atzur, un castell d'or obert; el peu partit: 1r de gules, 2 faixes d'argent; 2n escacat d'or i de sable. Per timbre, una corona de baró.

## Història
Va ser aprovat el 6 d'abril de 1999.
El castell de Rocafort (que apareix a l'escut) va esdevenir el centre d'una baronia, i això es reflecteix en la corona de dalt de l'escut. Al peu, les armes de dues famílies a les quals va pertànyer la baronia: el faixat dels Queralt (els primers barons) i l'escacat dels Armengol, que van comprar-la el 1515.